# Ralik Chain
Ralik Chain (pol. „zachód słońca, zachód”) – jeden z dwóch łańcuchów wysp i atoli państwa wyspiarskiego Wysp Marshalla na Oceanie Spokojnym; drugim łańcuchem jest Ratak Chain (pol. „wschód słońca, wschód”).
Położony na zachodzie Wysp Marshall łańcuch obejmuje trzy wyspy: Jabwot, Kili i Lib oraz 15 atoli:
| Numer | Zdjęcie | Nazwa atolu   | Liczba wysepek | Powierzchnia lądu km² | Powierzchnia laguny km² | Opis |
| ----- | ------- | ------------- | -------------- | --------------------- | ----------------------- | --- |
| 1     |         | Ailinginae    | 25             | 2,80                  | 105,96                  | Niezamieszkany |
| 2     |         | Ailinglapalap | 52             | 14,69                 | 750,29                  | |
| 3     |         | Bikini        | 36             | 6,01                  | 594,14                  | Miejsce prowadzenia przez Stany Zjednoczone prób z bronią jądrową. W 2010 roku atol Bikini – miejsce prób jądrowych został wpisany na listę światowego dziedzictwa UNESCO.            |
| 4     |         | Ebon          | 22             | 5,75                  | 103,83                  | |
| 5     |         | Enewetak      | 40             | 5,85                  | 1004,89                 | Miejsce prowadzenia przez Stany Zjednoczone prób z bronią jądrową. Pierwsza w historii detonacja bomby wodorowej – bomby nazwanej Ivy Mike – zniszczyła doszczętnie wysepkę Elugelab. |
| 6     |         | Jaluit        | 84             | 11,34                 | 689,74                  | |
| 7     |         | Kwajalein     | 93             | 16,39                 | 2173,78                 | Największy pod względem zajmowanej powierzchni atol na świecie. |
| 8     |         | Lae           | 17             | 1,45                  | 17,66                   | |
| 9     |         | Namorik       | 2              | 2,77                  | 8,42                    | |
| 10    |         | Namu          | 51             | 6,27                  | 397,64                  | |
| 11    |         | Rongelap      | 61             | 7,95                  | 1004,32                 | |
| 12    |         | Rongerik      | 17             | 1,68                  | 143,95                  | Niezamieszkany |
| 13    |         | Ujae          | 14             | 1,86                  | 185,94                  | |
| 14    |         | Ujelang       | 32             | 1,74                  | 65,97                   | |
| 15    |         | Wotho         | 13             | 4,33                  | 94,92                   | |

## Historia
Niewiele wiadomo na temat historii Wysp Marshalla przed przybyciem Europejczyków. Hiszpanie odwiedzali wyspy wielokrotnie w latach 1522–1568. W 1528 roku hiszpański żeglarz Álvaro de Saavedra Cerón (zm. 1529) odkrył atole Ailinginae i Rongelap, a w 1529 roku Enewetak i Ujelang. W 1543 roku hiszpański podróżnik Ruy López de Villalobos (1500–1544) odkrył atole Kwajalein, Lea, Ujale i Wotho. W 1568 roku hiszpański żeglarz Álvaro de Mendaña de Neyra (1541–1595) odkrył atol Namu. 
W 1767 roku angielski oficer brytyjskiej marynarki Royal Navy Samuel Wallis (1728–1795) odkrył atol Rongerik. 
W 1817 roku rosyjski podróżnik i odkrywca Otto von Kotzebue (1788–1846) dotarł do archipelagów Ratak i Ralik na pokładzie statku Rurik. W 1825 roku Kotzebue odkrył atol Bikini.
Po II wojnie światowej Stany Zjednoczone przeprowadziły serie prób z bronią jądrową na atolach Bikini (Operacja Crossroads, 1946) i Enewetak (Operacja Ivy, 1952).